# Indywidualne Mistrzostwa Europy na Żużlu 2007
Indywidualne Mistrzostwa Europy na Żużlu 2007 – cykl zawodów żużlowych, mających wyłonić najlepszych zawodników indywidualnych mistrzostw Europy w sezonie 2007. W finale zwyciężył Chorwat Jurica Pavlic.

## Finał
- Wiener Neustadt, 29 września 2007

| Msc. | Zawodnik                | Kraj      | Pkt |             |  |
| ---- | ----------------------- | --------- | --- | ----------- |  |
| 1    | Jurica Pavlic           | Chorwacja | 14  | (3,3,2,3,3) |  |
| 2    | Sebastian Ułamek        | Polska    | 13  | (3,3,3,3,1) |  |
| 3    | Patrick Hougård         | Dania     | 11  | (2,1,3,3,2) |  |
| 4    | Matej Ferjan            | Słowenia  | 10  | (2,2,3,d,3) |  |
| 5    | Zbigniew Suchecki       | Polska    | 10  | (3,2,2,2,1) |  |
| 6    | Denis Gizatullin        | Rosja     | 9   | (0,3,3,2,1) |  |
| 7    | Lukáš Dryml             | Czechy    | 9   | (1,3,d,3,2) |  |
| 8    | Christian Hefenbrock    | Niemcy    | 9   | (2,1,2,2,2) |  |
| 9    | Manuel Hauzinger        | Austria   | 7   | (1,2,1,1,2) |  |
| 10   | Mariusz Staszewski      | Polska    | 6   | (1,0,1,1,3) |  |
| 11   | Sebastian Aldén         | Szwecja   | 6   | (1,2,1,1,1) |  |
| 12   | Aleš Dryml              | Czechy    | 5   | (3,d,0,2,0) |  |
| 13   | Nicolai Klindt          | Dania     | 5   | (0,1,1,0,3) |  |
| 14   | Kenneth Hansen          | Dania     | 5   | (2,d,2,1,0) |  |
| 15   | rez. Daniel Jeleniewski | Polska    | 1   | (1)         |  |
| 16   | Tomáš Suchánek          | Czechy    | 0   | (0,0,0,0,0) |  |
| 17   | Henrik Møller           | Dania     | 0   | (0,t,0,0,0) |  |
|      | Eric Andersson          | Szwecja   | ns  |             |  |

Bieg po biegu:
1. Ułamek, Hougård, Hauzinger, Klindt
2. A.Dryml, Hefenbrock, Staszewski, Suchánek
3. Suchecki, Ferjan, Aldén, Møller
4. Pavlic, Hansen, L.Dryml, Gizatullin
5. Gizatullin, Ferjan, Hougård, Staszewski
6. Ułamek, Suchecki, Hefenbrock, Hansen (d)
7. Pavlic, Aldén, Klindt, A.Dryml (d)
8. L.Dryml, Hauzinger, Jeleniewski, Suchánek (Møller – t)
9. Hougård, Hefenbrock, Aldén, L.Dryml (d)
10. Ułamek, Pavlic, Staszewski, Møller
11. Ferjan, Hansen, Klindt, Suchánek
12. Gizatullin, Suchecki, Hauzinger, A.Dryml
13. Hougård, A.Dryml, Hansen, Møller
14. Ułamek, Gizatullin, Aldén, Suchánek
15. L.Dryml, Suchecki, Staszewski, Klindt
16. Pavlic, Hefenbrock, Hauzinger, Ferjan (d)
17. Pavlic, Hougård, Suchecki, Suchánek
18. Ferjan, L.Dryml, Ułamek, A.Dryml
19. Klindt, Hefenbrock, Gizatullin, Møller
20. Staszewski, Hauzinger, Aldén, Hansen